# Ирия (станция, Токио)
Станция Ирия (яп. 入谷駅 ирия эки) — железнодорожная станция на линии Хибия расположенная в специальном районе Тайто, Токио. Станция обозначена номером H-19. Была открыта 28 марта 1961 года. На станции установлены автоматические платформенные ворота.

## Планировка станции
Две платформы бокового типа и два пути.
| 1 | ○ Линия Хибия | Уэно ・ Гиндза ・ Эбису ・ Нака-Мэгуро ・(Линия Тоёко) Хиёси ・ Кикуна |
| 2 | ○ Линия Хибия | Кита-Сэндзю ・(Линия Исэсаки) Тобу-Добуцукоэн                          |

## Близлежащие станции
| «                  |                    | Линия              |                    | »                  |
| Линия Хибия (H-19) | Линия Хибия (H-19) | Линия Хибия (H-19) | Линия Хибия (H-19) | Линия Хибия (H-19) |
| ------------------ | ------------------ | ------------------ | ------------------ | ------------------ |
| Уэно (H-18)        | Уэно (H-18)        | -                  | Минова (H-20)      | Минова (H-20)      |